# Heartstopper
|  | Per a altres significats, vegeu «Heartstopper (desambiguació)». |

Heartstopper és una sèrie de televisió britànica romàntica d'adolescent LGBT desenvolupada per Netflix i basada en el webcòmic i la novel·la gràfica del mateix nom d'Alice Oseman, que ha estat traduïda al català per Lluís Delgado Picó. Protagonitzada per Kit Connor i Joe Locke, relata la història de Charlie Spring, un alumne de secundària que s'enamora d'un company de classe, Nick Nelson, al mateix temps que explora les vides dels seus amics: Tao, Elle, Tara, Darcy i Isaac.
Els drets televisius de la sèrie van ser adquirits per See-Saw Films en 2019, i Netflix els va adquirir dos anys després. El rodatge va tenir lloc d'abril a juny de 2021. L'1 de març de 2022 se'n van revelar les primeres imatges, seguides d'una campanya d'intriga el 16 de març. La sèrie, de vuit episodis, es va estrenar el 22 d'abril de 2022.

## Repartiment i personatges

### Principals
- Joe Locke és Charlie Spring, alumne de l'escola secundària Truham Grammar, germà de Tori Spring i amic de Tao Xu, Elle Argent i Isaac Henderson, que després d'haver estat tret de l'armari i haver-se estat trobant d'amagades amb Ben Hope, coneix la seva definitiva parella, Nick Nelson.
- Kit Connor és Nick Nelson, un popular alumne de l'escola secundària Truham Grammar i jugador de l'equip de rugbi, que coneixerà la seva parella, Charlie Spring, en un nou grup de classe.
- William Gao és Tao Xu, alumne de l'escola secundària Truham Grammar i millor amic d'Elle Argent, Isaac Henderson i Charlie Spring, aquest darrer amb el qual adopta una postura protectora.
- Yasmin Finney és Elle Argent, alumna que es traspassa de l'escola secundària Truham Grammar a l'escola Higgs per a noies després de declarar-se transsexual. És la comprensiva amiga de Tara Jonson, Darcy Olsson, Charlie Spring, Isaac Henderson i Tao Xu, aquest darrer cap al qual desenvolupa sentiments especials.
- Corinna Brown és Tara Jones, alumna de l'escola Higgs per a noies, amiga d'Elle Argent, parella de Darcy Olsson, i la persona amb la qual Nick Nelson experimenta el seu primer petó.
- Kizzy Edgell és Darcy Olsson, alumni de l'escola Higgs per a noies, amigui d'Elle Argent i parella de Tara Jones. Durant la tercera temporada s'identifica com a persona no-binària.[4]
- Sebastian Croft és Ben Hope, alumne de l'escola secundària de Truham Grammar que manté una "relació" secreta i tòxica amb Charlie Spring, i que pertany al grup dels alumnes populars.
- Cormac Hyde-Corrin és Harry Greene, alumne de l'escola secundària de Truham Grammar, pertanyent a l'equip de rugbi, i personalitat assetjadora i homòfoba cap al grup d'amics de Charlie Spring, Tao Xu, Elle Argent i Isaac Henderson.
- Rhea Norwood és Imogen Heaney, alumna de l'escola Higgs per a noies i amiga de Nick Nelson, figura cap a la qual desenvolupa sentiments romàntics.
- Tobie Donovan és Isaac Henderson, un reservat alumne de l'escola secundària de Truham Grammar, amic de Tao Xu, Charlie Spring i Elle Argent, i sempre acompanyat d'un llibre.
- Jenny Walser és Tori Spring, la misteriosa i comprensiva germana de Charlie Spring.

- Fisayo Akinade és el professor Ajayi (Nathan Ajayi), el comprensiu professor d'art de l'escola secundària Truham Grammar que aconsella Charlie Spring quan aquest es troba envoltat de problemes personals.
- Chetna Pandya és l'entrenadora Singh (Singh Stevens), l'entrenadora de l'equip de rugbi que aconsella i dona suport a Charlie Spring.
- Olivia Colman és Sarah Nelson, la mare de Nick Nelson.

### Secundaris
- Stephen Fry és la veu del director Barnes de l'escola secundària Truham Grammar.
- Araloyin Oshunremi és Otis Smith, amic de Nick Nelson, Christian McBride i Sai Verma.
- Evan Ovenell és Christian McBride, amic de Nick Nelson, Otis Smith i Sai Verma.
- Ashwin Viswanath és Sai Verma, amic de Nick Nelson, Otis Smith i Christian McBride.
- Georgina Rich és Jane Spring, la mare de Charlie i Tori Spring.
- Joseph Balderrama és Julio Spring, el pare de Charlie i Tori Spring.
- Momo Yeung és Yan Xu, la mare de Tao Xu.
- Alan Turkington és el professor Lange de l'escola secundària Truham Grammar.

## Banda sonora
La sèrie presenta una banda sonora basada en un conjunt de peces musicals que viatgen per l'univers indie i pop. Aquesta selecció de cançons que componen la banda sonora va ser publicada per Spotify mitjançant una llista de reproducció anomenada Heartstopper: Official Mixtape, així com la sèrie de peces compostes per Adiescar Chase publicades el 22 d'abril de 2022, amb un total de 25 cançons. De la mateixa manera, el conjunt musical que ornamenta les diverses imatges de Heartstopper es basa en les aportacions de Baby Queen, amb les seves cançons Want Me, la qual introdueix la primera seqüència de la sèrie; o Colours Of You, la qual va ser estrenada per Polydor Records i que l'autora va descriure com una representació del viatge d'autodescobriment que expressa la sèrie. En la composició de la banda sonora, però, també hi col·labora la producció musical de girl in red, beabadoobee, Orla Gartland o Ezra Williams.

### Llistat de cançons

#### Banda sonora d'Adiescar Chase
| Núm. | Títol                 | Durada |
| ---- | --------------------- | ------ |
| 1    | First Sight           | 1:09   |
| 2    | Déja Vu               | 0:57   |
| 3    | X                     | 0:44   |
| 4    | Head in the Clouds    | 1:00   |
| 5    | On the Move           | 1:02   |
| 6    | Angst                 | 1:25   |
| 7    | Off to Nick's         | 0:41   |
| 8    | Just Friends          | 1:26   |
| 9    | Milkshakes            | 1:24   |
| 10   | Falling Leaves        | 1:03   |
| 11   | Electricity           | 1:03   |
| 12   | The Lads              | 1:10   |
| 13   | Misconceptions        | 1:11   |
| 14   | Kiss                  | 2:05   |
| 15   | Possibilities         | 2:04   |
| 16   | Clash                 | 1:07   |
| 17   | Rugby Match           | 3:24   |
| 18   | Wanna Go out Sometime | 0:55   |
| 19   | Happy Complications   | 0:50   |
| 20   | New Best Friend       | 0:44   |
| 21   | Embrace               | 1:02   |
| 22   | Exploration           | 1:56   |
| 23   | Sports Day            | 0:48   |
| 24   | Heartstopper          | 2:32   |
| 25   | Encore                | 0:57   |

#### Banda sonora de diversos artistes[10]
| Núm. | Títol                               | Artista                    | Episodi i moment | Durada |
| ---- | ----------------------------------- | -------------------------- | --- | ------ |
| 1    | Colours Of You                      | Baby Queen                 | (Senzill per a la sèrie) | 4:15   |
| 2    | Want Me                             | Baby Queen                 | Episodi 1 - Meet. Escena inicial quan Charlie entra a l'institut. | 4:18   |
| 3    | Lovesick                            | Peace                      | Episodi 1 - Meet. Charlie corrent a la classe d'educació física. | 2:13   |
| 4    | Dover Beach                         | Baby Queen                 | Episodi 1 - Meet. Seqüència on Charlie aprèn a jugar al rugbi. | 3:38   |
| 5    | Don't Delete The Kisses             | Wolf Alice                 | Episodi 1 - Meet. Final de l'episodi on Nick i Charlie s'acomiaden i es pensen mútuament mentre Charlie envia un missatge d'agraïment a Nick, el qual es troba al cotxe amb la seva mare.                            | 4:35   |
| 6    | Sappho                              | Frankie Cosmos             | Episodi 2 - Crush. Nick i Charlie escrivint-se missatges sobre la situació emocional d'aquest darrer. | 1:52   |
| 7    | girls                               | girl in red                | Episodi 2 - Crush. Seqüència on Elle observa Tara i Darcy en el seu nou institut. | 3:18   |
| 8    | Dance with Me                       | beabadoobee                | Episodi 2 - Crush. Charlie i Nick al jardí nevat d'aquest darrer. | 3:54   |
| 9    | Angel                               | Lava La Rue · Deb Never    | Episodi 2 - Crush. Música de fons mentre Charlie, Tao, Isaac i Elle parlen sobre Nick a l'habitació de Tao. | 3:56   |
| 10   | Why Am I Like This?                 | Orla Gartland              | Episodi 2 - Crush. Final de l'episodi on Nick torna a casa seva i es qüestiona la seva sexualitat, mentre Charlie rep un missatge d'Elle.                                                                            | 3:32   |
| 11   | My Own Person                       | Ezra Williams              | Episodi 3 - Kiss. Nick llegint articles sobre temes relacionats amb la comunitat gai i realitzant testos per internet sobre la possibilitat de ser homosexual.                                                       | 4:24   |
| 12   | Telephone                           | Waterparks                 | Episodi 3 - Kiss. Música que sona a la festa de Harry mentre Charlie s'hi endinsa i busca Nick entre la multitud. | 2:33   |
| 13   | LUCID                               | Rina Sawayama              | Episodi 3 - Kiss. Música que sona a la festa de Harry quan aquest interromp la conversa de Charlie i Nick per animar aquest darrer a parlar amb Tara.                                                                | 3:38   |
| 14   | Don't Leave me (Chapter 1: Despair) | HMLTD                      | Episodi 3 - Kiss. Música que sona a la festa de Harry mentre Tara diu a Nick que és lesbiana, provocant en Nick un sentiment d'alleujament.                                                                          | 3:32   |
| 15   | Clearest Blue                       | CHVRCHES                   | Episodi 3 - Kiss. Música que sona a la festa de Harry mentre Imogen confessa el seu amor per Nick, el qual marxa per a trobar-se a Tara i Darcy compartint un petó alliberador.                                      | 3:53   |
| 16   | Alaska - Toby Green Remix           | Maggie Rogers · Toby Green | Episodi 3 - Kiss. Nick i Charlie corrent cap a una de les sales del pis superior, on compartiran el seu primer petó.                                                                                                 | 3:05   |
| 17   | What's It Gonna Be?                 | Shura                      | Episodi 4 - Secret. Charlie corrent cap a Nick per a besar-lo sota la pluja. | 3:34   |
| 18   | heart                               | flor                       | Episodi 4 - Secret. Charlie aprenent a jugar al rugbi en solitari. | 3:42   |
| 19   | nothing else i could do             | ella jane                  | Episodi 5 - Friend. Charlie i Tao jugant al Monopoly mentre Isaac dorm i Elle observa amb cansament. | 2:50   |
| 20   | UrbanAngel1999                      | Thomas Headon              | Episodi 5 - Friend. Música que sona a l'habitació de Charlie mentre Tao i Elle parlen i, seguidament, ell balla còmicament.                                                                                          | 3:10   |
| 21   | If You Want to                      | beadadoobee                | Episodi 5 - Friend. Seqüència a la pista de bitlles on Nick arriba a la festa d'aniversari de Charlie. | 3:43   |
| 22   | Buzzkill                            | Baby Queen                 | Episodi 5 - Friend. Seqüència a la pista de bitlles on Tao, Elle, Isaac, Charlie i Nick juguen a les bitlles | 3:24   |
| 23   | fever dream                         | mxmtoon                    | Episodi 5 - Friend. Música que sona a la pista de bitlles. | 3:16   |
| 24   | Paper Mache World                   | Matilda Mann               | Episodi 5 - Friend. Charlie i Nick besant-se als recreatius. | 2:59   |
| 25   | I Want To Be With You               | chloe moriondo             | Episodi 5 - Friend. Nick i Imogen amb el seu grup d'amics després d'haver parlat sobre la seva situació emocional.                                                                                                   | 2:59   |
| 26   | Knock Me Off My Feet                | SOAK                       | Episodi 6 - Girls. Nick dient a Charlie que ha parlat amb Tara i Darcy sobre la seva relació, provocant que Charlie es llenci a besar-lo.                                                                            | 3:07   |
| 27   | Flirting with Her                   | Sir Babygirl               | Episodi 7 - Girls. Tara i Darcy besant-se després que aquestes quedin atrapades a l'aula dels instruments, provocant que la resta del grup les alliberin per a córrer al precipitat inici del concert.               | 3:50   |
| 28   | Bang Bang Bang                      | Lauran Hibberd             | Episodi 7 - Bully. Inici de l'episodi on Charlie està preparant-se per anar al cinema amb Nick i els seus amics mentre parla amb Tori sobre la seva situació sentimental.                                            | 2:22   |
| 29   | Tired                               | beabadoobee                | Episodi 7 - Bully. Nick parlant amb la seva mare sobre la baralla amb Harry i la seva "amistat" amb Charlie; juntament amb seqüència del matí de Charlie mentre aquest, distant, va a l'institut.                    | 3:19   |
| 30   | Any Other Way                       | Tomberlin                  | Episodi 7 - Bully. Charlie al refugi i aula d'art després d'haver parlat amb Nick sobre la seva baralla amb Harry.                                                                                                   | 3:22   |
| 31   | Smokey Eyes                         | Lincoln                    | Episodi 7 - Bully. Tao i Harry barallant-se a l'exterior de l'institut. | 3:15   |
| 32   | Our Window                          | Noah And The Whale         | Episodi 8 - Boyfriend. Nick enviant missatges a Charlie sobre la situació emocional d'aquest darrer després que aquest s'autoconvencés sobre la seva presència destructora.                                          | 5:48   |
| 33   | Because I Love You                  | Montaigne                  | Episodi 8 - Boyfriend. Charlie oferint-se a córrer a la cursa en lloc de Tao. | 3:37   |
| 34   | Close To You                        | Dayglow                    | Episodi 8 - Boyfriend. Seqüència de les diverses activitats del Dia de l'Esport. | 3:14   |
| 35   | Moment In The Sun - Bonus Track     | Sunflower Bean             | Episodi 8 - Boyfriend. Nick i Charlie besant-se al passadís de l'institut després de parlar sobre com no volen estar sense l'altre; juntament amb la seqüència on la parella comparteix un romàntic dia a la platja. | 3:09   |
| 36   | I Belong in Your Arms               | Chairlift                  | Episodi 8 - Boyfriend. Muntatge de tots els moments en els quals Nick estava enamorant-se de Charlie. | 3:27   |

## Recepció
La sèrie va rebre elogis de la crítica, especialment pel seu to, ritme i actuació, així com per la seva representació de la comunitat LGBT. A Rotten Tomatoes, té una puntuació del 100% i una puntuació d'audiència del 98% amb més de 1800 crítiques. Va tenir un succés important tant a escala global com als Països Catalans, amb xifres d'audiència similars a les de produccions de Marvel, i va ser especialment valorada per aportar referents de la comunitat LGBTI adolescent. De fet, va arribar a figurar al rànquing de la Confederació Espanyola de Gremis i Associacions de Llibreters d'Espanya com el 5è títol més venut del territori espanyol. En conseqüència, Netflix va decidir de renovar-la per a dues temporades més.